# Mutriku
Mutriku – gmina w Hiszpanii, w prowincji Guipúzcoa, w Kraju Basków, o powierzchni 27,69 km². W 2011 roku gmina liczyła 5101 mieszkańców.